# Amar Sylla
Amar Sylla (nacido el 1 de octubre de 2001 en Dakar) es un jugador de baloncesto senegalés. Con 2,05 metros de estatura, juega en la posición de pívot. Actualmente forma parte de la plantilla del Bilbao Basket de la Liga ACB española.

## Trayectoria
Es un jugador que llegó en 2016 al cadete A del Real Madrid Baloncesto, club en el que se formaría hasta su etapa junior. Durante la temporada 2018-19 sería uno de los jugadores más importantes en las categorías inferiores del conjunto blanco, siendo uno de los mejor colocados para alcanzar la primera ronda del NBA Draft 2020.
En verano de 2019, con 18 años decide abandonar el club madrileño para aceptar una oferta del BC Oostende de la Pro Basketball League, entonces actual campeón de la liga belga, firmando un contrato por tres temporadas con opción a salir si la que le reclamase una franquicia de la NBA.
Durante la temporada 2019-20 en las filas del BC Oostende disputa 16 partidos en los promedia 10.85 por encuentro y también disputa 15 encuentros de la Basquetbol Champions League en la que promedia 9.68 puntos por partido.
En la temporada 2020-21, con el conjunto belga disputó 33 partidos, en los que promedió 9,3 puntos y 5,7 rebotes, y logró la Liga y la Copa. 
En verano de 2021, participó en la Summer League con los Orlando Magic.
En la temporada 2021-22, firma por el BC Nevėžis de la Lietuvos Krepšinio Lyga, con el que jugó 30 encuentros, con una media de 11,5 puntos y 7,7 capturas. 
En verano de 2022, participó en la Summer League con los Cleveland Cavaliers.
El 4 de agosto de 2022, firma por el Real Betis Baloncesto de la Liga Endesa.
El 1 de agosto de 2023, firma por el Basketball Löwen Braunschweig de la Basketball Bundesliga alemana.
El 26 de julio de 2024, firma por el Bilbao Basket de la Liga ACB española.

## Selección
Es internacional con la Selección de baloncesto de Senegal sub-18 con la que disputó 7 partidos en el AfroBasket 2018 y también jugaría en 2019, otros 7 partidos en la Copa Mundial de Baloncesto sub-19.

## Logros y reconocimientos

### Clubes
Bilbao Basket
FIBA Europe Cup (1): 2025.